# Adoretus inexpectatus
Adoretus inexpectatus är en skalbaggsart som beskrevs av Kobayashi 2007. Adoretus inexpectatus ingår i släktet Adoretus och familjen Rutelidae. Inga underarter finns listade i Catalogue of Life.